# 李学举
李学举（1945年4月—），吉林公主嶺人，中华人民共和国政治人物，中共十七届中央委员。曾任中華人民共和國民政部部长。研究生學歷。

## 生平

### 从政经历
李学举1966年加入中国共产党。其在政坛的起步经历，来自最基层的公社。曾历任公主岭市大岭公社团委书记、公社副主任、双榆树公社副主任、公社党委书记，吉林省四平地区共青团委书记等职。
1978年，李学举调入共青团中央组织部任职；期间，历经韓英、王兆國、胡錦濤等三任团中央领导。1984年，进入中共中央党校培训部学习。一年后回到共青团中央，出任办公厅主任，团中央委员、常委；是宋德福的副手。
1988年，43岁的李学举进入民政部任职。历任民政部基层政权建设司司长、直属机关党委副书记、人事教育司司长、民政部党组成员等职。1996年9月，外放中共四川省重庆市委常委、市委组织部部长，参与重庆直辖市建设。在重庆直辖市设立后，于1997年6月当选中共重庆市第一届市委常委；一年后，升任中共重庆市委副书记。
2001年，李学举回到民政部，任副部长。2003年3月17日，中华人民共和国国家主席胡锦涛发布第二号中华人民共和国主席令，根据中华人民共和国第十届全国人民代表大会第一次会议的决定，李学举被任命为民政部部长。2010年6月25日，已到退休年龄、担任部长职务7年之久的李学举，被免去職務。

## 评价
李学举1988年进入民政系统工作，到2010年退休，除去期间有5年在重庆任职，前后在民政部工作过17年。
2008年5月12日，汶川地震发生后，李学举陪同温家宝入川。之后，他8次来到地震灾区。民政工作成为这一时期的一个亮点；社会捐助捐赠兴起，慈善成为自发行动。另有学者评价，在李学举任内，中国福利彩票发展良好，其民政工作结合，发挥了“扶老、助残、救孤、济困、赈灾”的宗旨。